# تب بهاری (فیلم ۱۹۸۲)
تب بهار (به انگلیسی: Spring Fever) یک فیلم سینمایی آمریکایی کانادایی محصول سال ۱۹۸۲ به کارگردانی جوزف ال اسکانلان است که راجبه دنیای تنیس رقابتی ساخته شده‌است. این فیلم توسط کمپانی آمولت پیکچرز با مشارکت شرکت توسعه فیلم کانادا تولید شده‌است.
فیلم داستان یک نوجوان در لاس وگاس (کارلینگ بست) را دنبال می‌کند که مسابقات تنیس قهرمانی نوجوانان در تمپا، فلوریدا شرکت می‌کند.

## بازیگران
- کارلینگ بست-سگوسو در نقش قلعه کارن "KC"
- سوزان آنتون در نقش قلعه استیوی
- جسیکا والتر در نقش سلیا بریمن
- فرانک کانورس در نقش لوئیس بریمن
- استفان یانگ در نقش نیل بریمن
- شاون فولتز در نقش ملیسا "میسی" بریمن
- دیوید ماین در نقش ون بیچوم
- برایان نسیموک در نقش پدرو راننده تاکسی
- لیسا فاستر